# Еверњикур
Еверњикур (фр. Evergnicourt) насеље је и општина у североисточној Француској у региону Пикардија, у департману Ен (Пикардија) која припада префектури Лаон.
По подацима из 2011. године у општини је живело 567 становника, а густина насељености је износила 61,97 становника/km². Општина се простире на површини од 9,15 km². Налази се на средњој надморској висини од 55 метара (максималној 125 m, а минималној 56 m).

## Демографија
| 1962. | 1968. | 1975. | 1982. | 1990. | 1999. | 2011. |
| ----- | ----- | ----- | ----- | ----- | ----- | ----- |
| 533   | 562   | 542   | 541   | 548   | 549   | 567   |

График промене броја становника у току последњих година